# 300 Park Avenue South
300 Park Avenue South (anteriormente Mills & Gibb Building y actualmente también conocido como The Creative Arts Center) es un edificio en la esquina noroeste de East 22nd Street en los vecindarios Flatiron District / Gramercy Park de Manhattan, Nueva York.

## Historia
El edificio de estilo Beaux-Arts de 16 pisos fue diseñado por Starrett & van Vleck. Construido en 1911 para Mills & Gibb en el sitio de la antigua Iglesia Presbiteriana de la Cuarta Avenida, contaba con una fachada de 34,7 m en la Cuarta Avenida y 30 m en la calle 22. El edificio se completó en 1911. 
Sus rociadores automáticos fueron abastecidos de agua por dos tanques a presión de acero de 9000 galones de capacidad cada uno, ubicados en una casa ignífuga en el techo. Estaban conectados entre sí, con compuerta y válvulas de retención en cada uno, y descargaban a través de un conducto vertical que bajaba por el edificio hasta el sótano.
Los tabiques de hierro ornamentales vidriados con alambre de vidrio que separaban cada piso de la escalera principal fueron amueblados por Winslow Brothers 'Company. Las puertas cortafuego Kalameined sin costura "Richardson" protegían las aberturas en el hueco del ascensor de pasajeros. Amuebladas por J. F. Blanchard Company, estas puertas fueron terminadas con esmalte antiguo Verdi. Todo el marco de acero fue ignífugo con baldosas huecas de terracota provistas por Henry Maurer & Son, Nueva York.
Actualmente está ocupado por el Centro de Investigación de Nueva York de la Institución Smithsonian el Consejo de Arte del Estado de Nueva York, Wilhelmina Models, FanDuel y el Museo Whitney de Arte Americano. Rockrose Development Corporation es el propietario.